# Boxbrunn im Odenwald
Boxbrunn im Odenwald ist ein Gemeindeteil der Stadt Amorbach im unterfränkischen Landkreis Miltenberg in Bayern.

## Geographische Lage
Das Kirchdorf liegt im Odenwald zehn Kilometer westnordwestlich der Kernstadt Amorbach auf einer etwa 500 Meter schmalen langgezogenen Hochfläche an der Landesgrenze zu Hessen. Diese führt vom Winkelberg 484 m nahe der Kernstadt über die Schmalebene 495 m und den Neidhof 490 m durch die Ortslage von Boxbrunn. Nach weiteren drei Kilometern erreicht sie jenseits der Landesgrenze bei Eulbach die Wasserscheide zwischen Mud und Mümling. Die Feldgemarkung bildet auf der Hochfläche eine Rodungsinsel in der waldreichen Umgebung des Sandstein-Odenwalds. Dort liegen auch die höchsten Erhebungen von Boxbrunn. Südöstlich der Ortslage werden am Boxbrunner Wasserturm 505 m erreicht und nordwestlich der Ortslage, kurz vor der Landesgrenze, Auf der Höhe – schon überwiegend jenseits der Rodung gelegen – 504 m. Die Ortslage befindet sich auf dem Bergsattel zwischen diesen beiden Erhebungen und bildet in aufgelockerter Bebauung einen Umkreis von etwa fünfhundert Metern.

## Geschichte
Boxbrunn ist aus einer Rodung der Abtei Amorbach entstanden. Das Bestehen von „Bockesbrunn“ lässt sich bis zu einer Urkunde vom 27. Juli 1310 zurückverfolgen. Der Dreißigjährige Krieg ließ den Ort, ähnlich wie das benachbarte Eulbach, weitgehend entvölkert zurück. Die Lage an der damals schon verkehrsreichen Überlandstraße führte zu Truppendurchzügen mit entsprechend nachteiligen Folgen für die dort lebenden Menschen.
1868 erhielten die überwiegend katholischen Einwohner mit St. Wendelin eine eigene Filialkirche. Bei der Erweiterung von 1911 wurde der charakteristische breite Chorturm errichtet.
Boxbrunn wurde am 1. April 1973 im Rahmen der Gebietsreform in Bayern in die Stadt Amorbach eingegliedert.

## Verkehr und Infrastruktur
Durch Boxbrunn führt die als Nibelungenstraße bekannte Bundesstraße 47 von Amorbach nach Michelstadt.
Wegen der großen Trinkwasserknappheit in dem hoch gelegenen Ort wurde 1960 die Wildwiesenquelle in der Schlucht zwischen Boxbrunn und Würzberg nahe der Landesgrenze erschlossen. Das dort geförderte Trinkwasser füllte einen zugleich am östlichen Ortsrand errichteten 30 m hohen Wasserturm mit ca. 60 m³ Fassungsvermögen. Sein markantes Profil wurde zu einem Wahrzeichen des Ortes. 2009 wurde der Wasserturm außer Dienst gestellt und durch eine Druckspeicheranlage mit zwei Tanks mit jeweils 80 m³ Fassungsvermögen ersetzt.

## Galerie

Innenraum der Kirche St. Wendelin
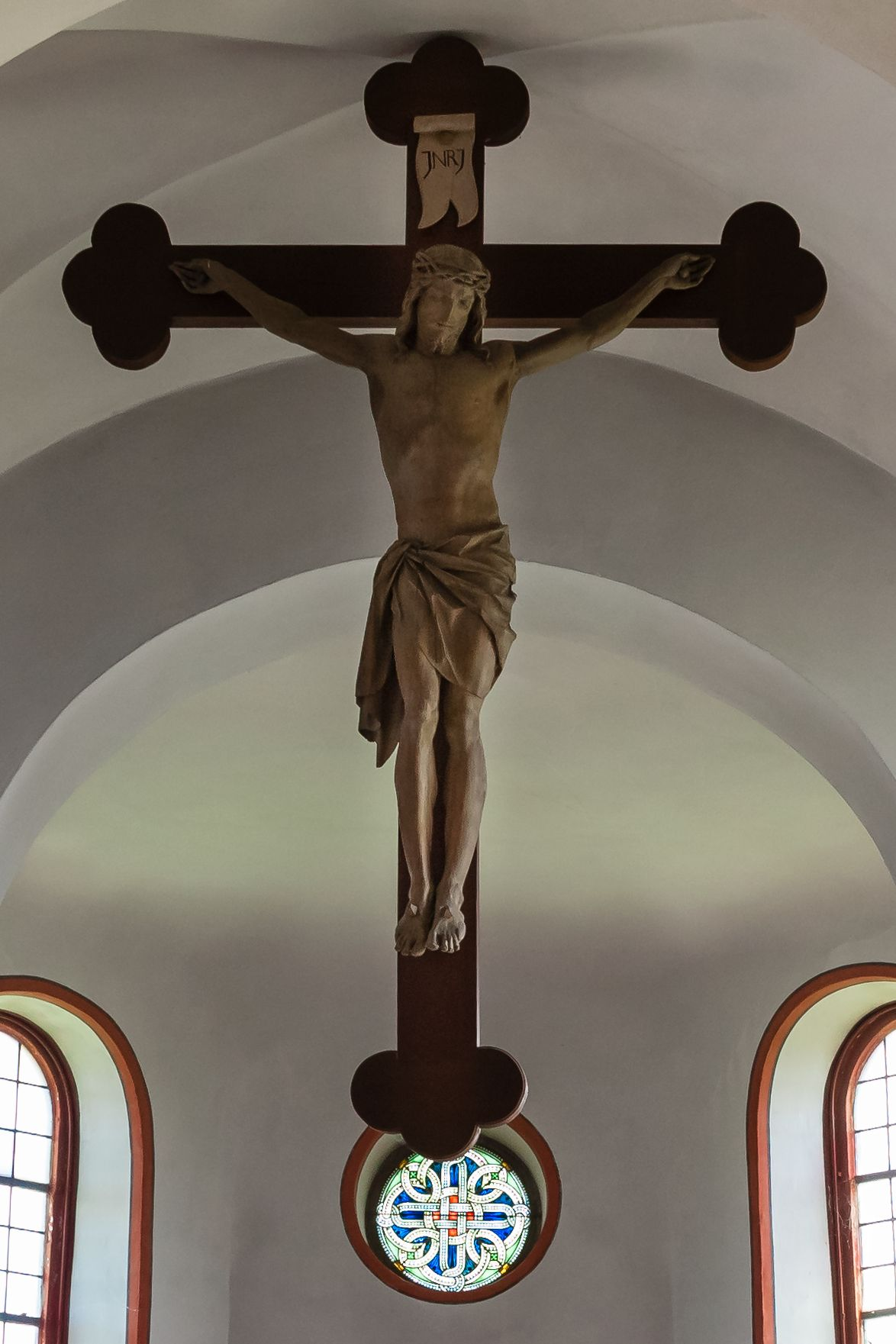
Triumphkreuz der Kirche St. Wendelin
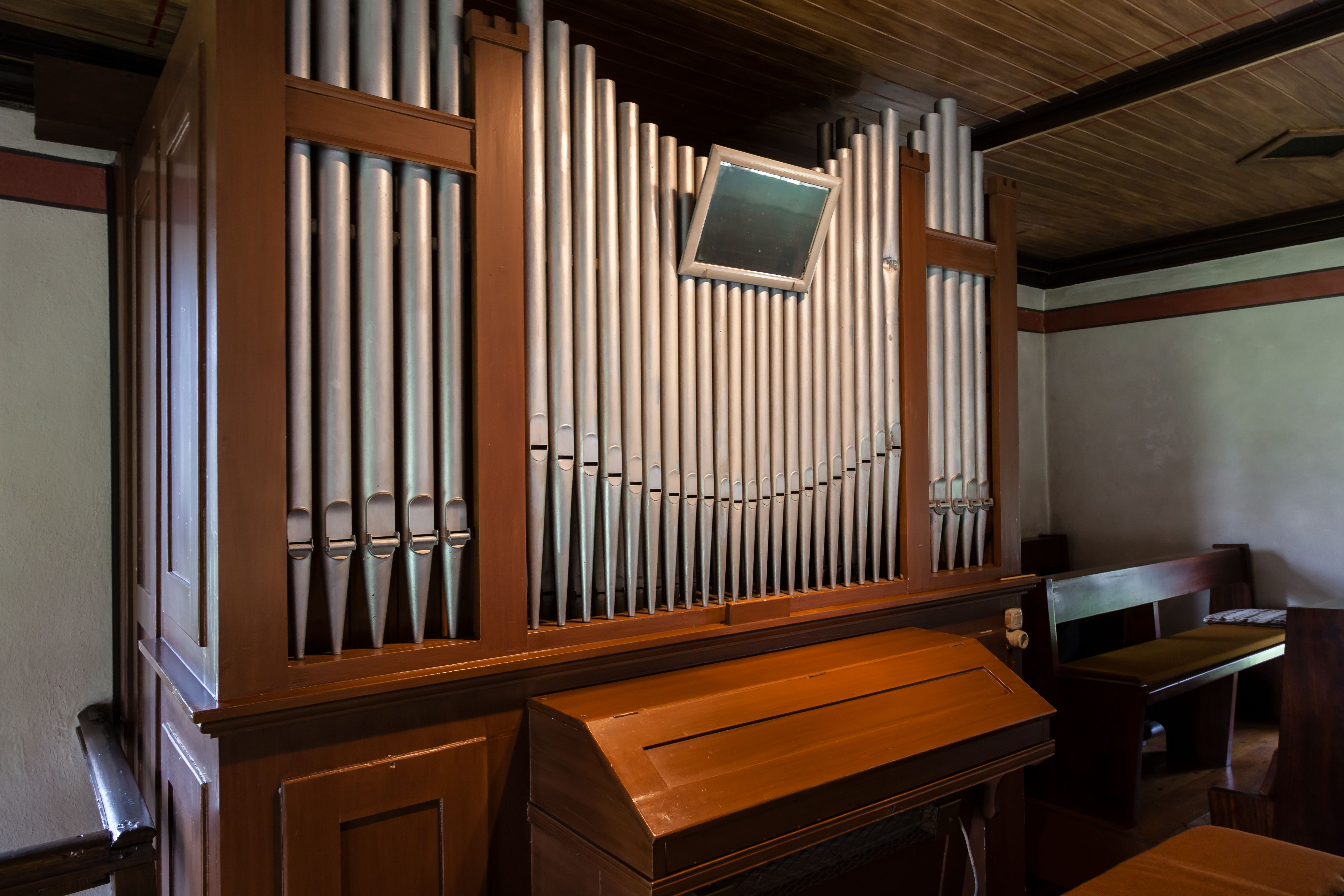
Orgel der Kirche St. Wendelin
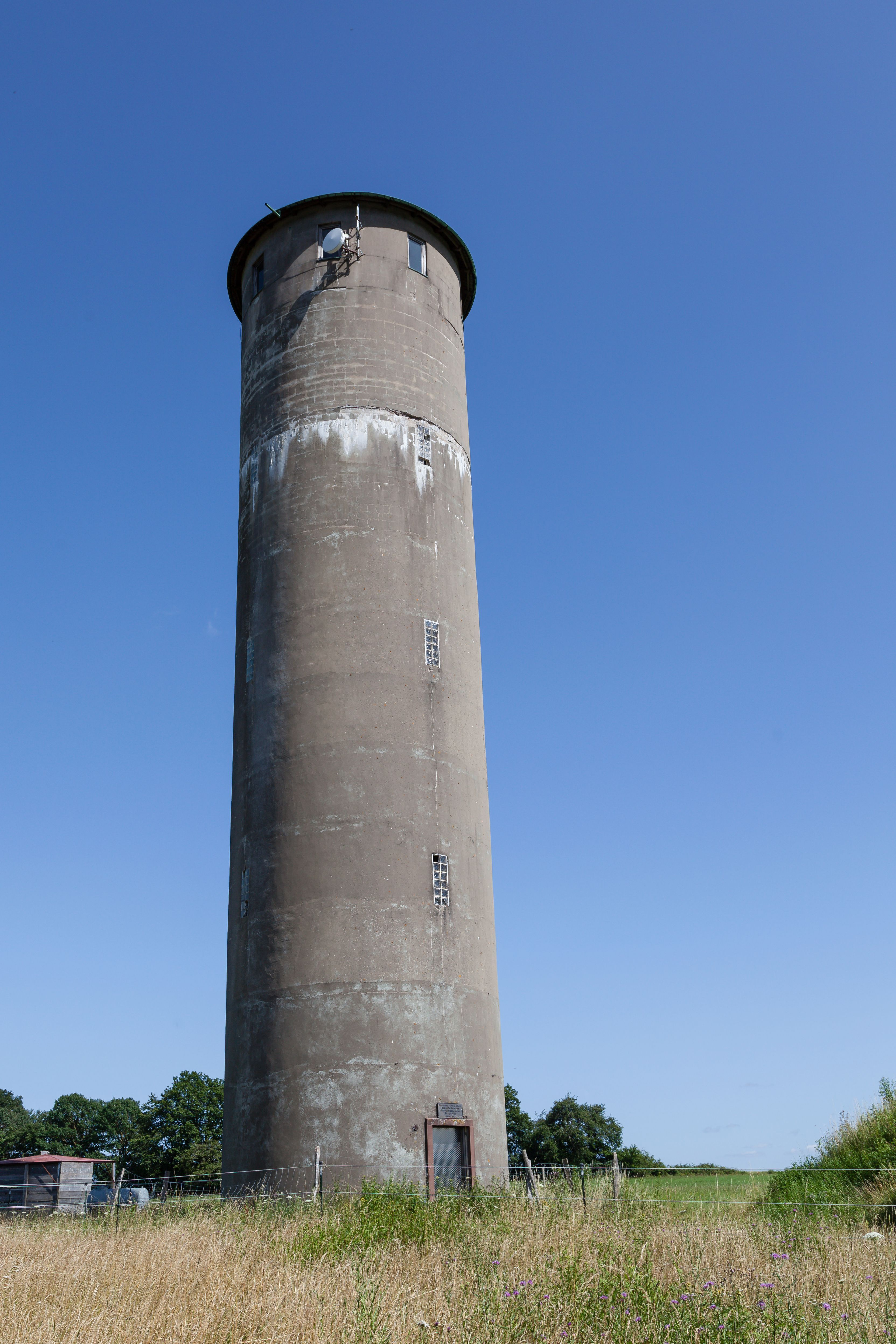
Wasserturm
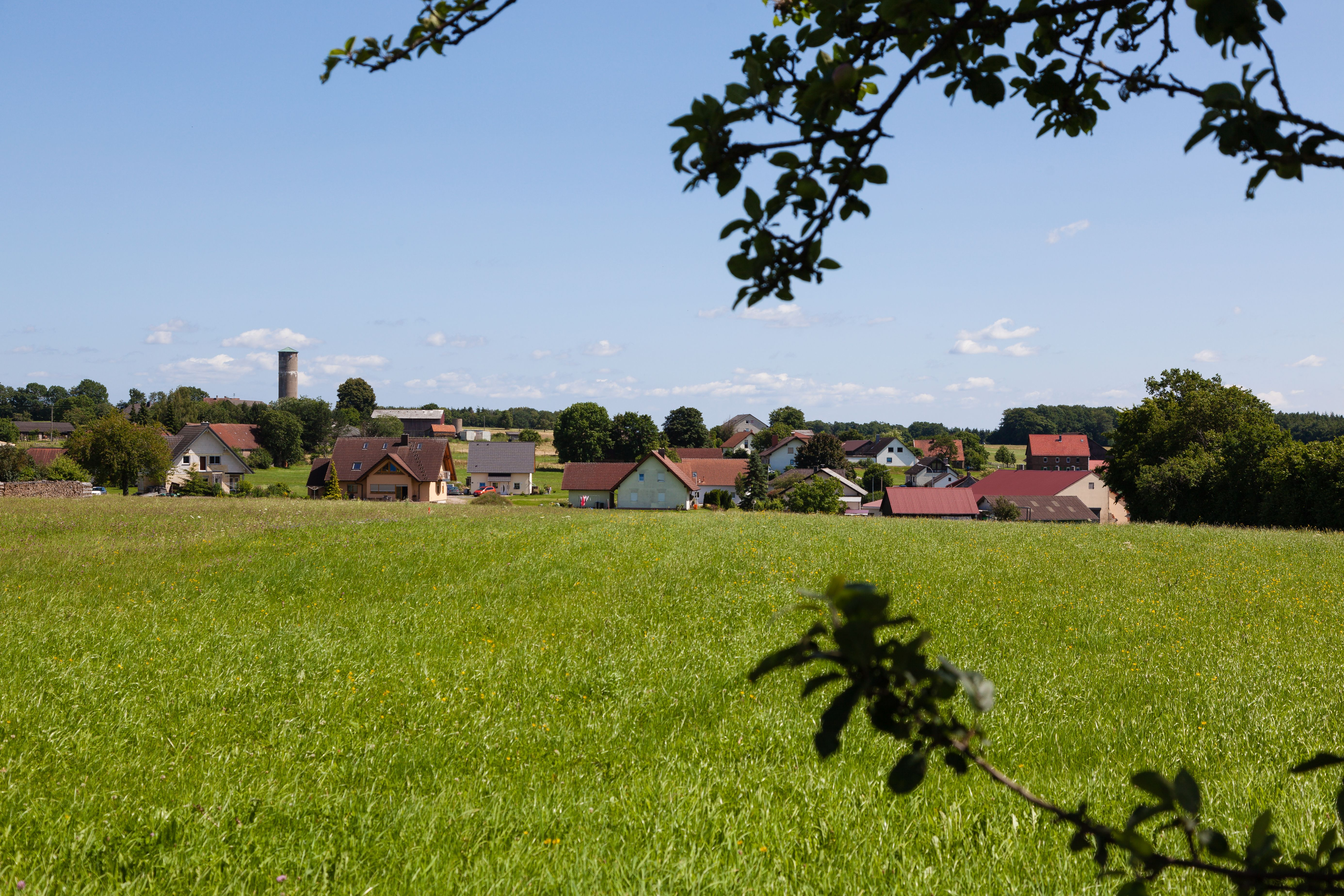
Wasserturm mit Dorfansicht
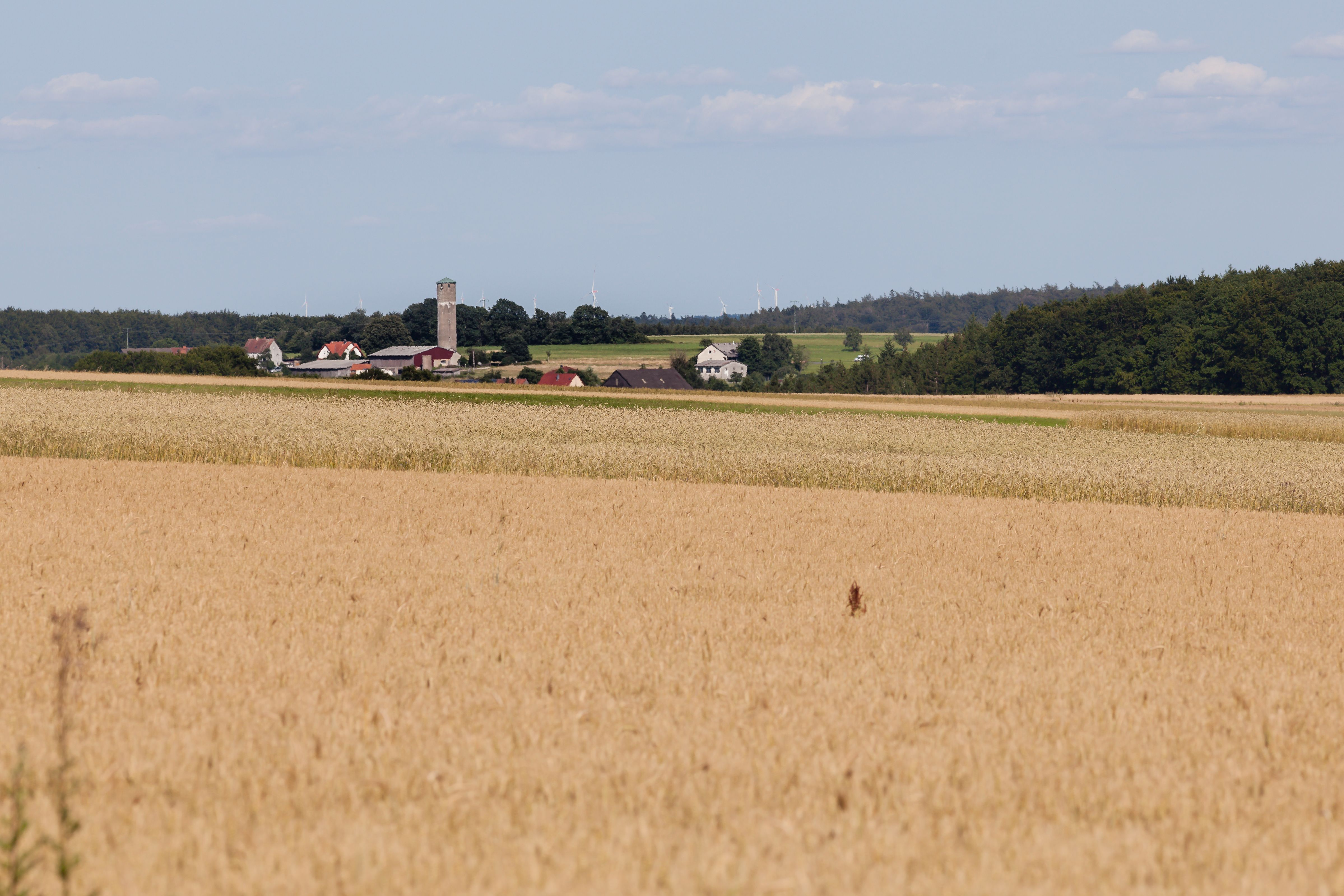
Wasserturm aus 3 km südwestlicher Distanz